# Грейс, Лора Джейн
Лора Джейн Грейс (род. 8 ноября 1980, Форт-Беннинг) — основательница, солистка, композитор и гитаристка панк-рок группы Against Me!. В дополнение к Against Me!, Грейс возглавляет группу Laura Jane Grace & The Devouring Mothers - её сольный проект, который она начала в 2016 году. Грейс известна как одна из первых заметных панк-рок музыкантов, сделавших каминг-аут как трансгендерная женщина.

## Биография

### Ранние годы
Грейс родилась в Форт-Беннинге (штат Джорджия), она старший ребёнок Томаса Гэйбла, майора армии США, и Бонни Гэйбл (урожденная Грейс). У Грейс есть брат по имени Марк, который на шесть лет её младше. Семья часто переезжала с одной военной базы на другую из-за работы главы семейства, живя недолго в Форт-Худе (штат Техас), Пенсильвании; Огайо, Германии, на посту НАТО в Неаполе во время войны в Персидском заливе. Когда ей было 8 лет, во время проживания семьи в Италии, Грейс купила свою первую гитару в Sears на деньги, заработанные стрижкой газонов. Сначала Грейс брала уроки игры на гитаре у жены армейского офицера, но в итоге стала обучаться самостоятельно.
Когда ей было 12 лет, родители Грейс развелись, из-за чего Грейс и ее брат переехали с мамой из Неаполя (где остался их отец), в Нейплс во Флориде, и стала жить с бабушкой по материнской линии. Грейс говорит, что переезд в Нейплс вызвал у неё проблемы. В возрасте 13 лет Грейс постоянно употребляла алкоголь и принимала наркотики, в том числе каннабис, ЛСД и кокаин. Грейс была арестована за хранение марихуаны в 14 лет и продолжала бороться с зависимостью в течение многих лет. Грейс также регулярно пропускала школу, в конце концов бросила ее.

### Личная жизнь
В 2000 году Грейс и Тиффани Даниэль Кей вступили в брак. Брак закончился разводом четыре года спустя в 2004 году.
В марте 2006 года, во время гастролей с Alkaline Trio, Грейс познакомилась с визуальной художницей Хетер Ханноурой (англ. Heather Hannoura), которая создавала мерч для Alkaline Trio и других групп. Они провели лето вместе на фестивале Warped Tour, стали жить вместе и сделали татуировки с именами друг друга. Они поженились в декабре 2007 года после годичной помолвки.
У Грейс и Ханноуры есть дочь, Эвелин, родившаяся 30 октября 2009 года. Чувство дисфории Грейс «начало возвращаться очень сильно» примерно в то время, когда Ханноура забеременела в феврале. Семья переехала в Сент-Огастин в 2010 году, когда Эвелин было около года. Пара рассталась, а затем развелась в 2013 году.
В 2006 году Грейс стала вегетарианцем.
С 2013 года Грейс живет в Чикаго.

### Трансгендерный переход
Это клише, то, что ты женщина, запертая в теле мужчины, но всё не так просто. На самом деле это чувство отрешенности от своего тела и от самого себя. И это дерьмово, чувак. Это действительно чертовски дерьмо.
В мае 2012 года Грейс публично заявила о том, что она транссексуальная женщина, и у неё гендерная дисфория с самого детства, также она начала переход. Будучи вдохновленной на каминг-аут один из фанатов группы, Грейс сообщила о своей трансгендерности остальным членам группы в феврале.
Она сообщила, что подумает о грудных имплантах и феминизирующей лицевой хирургии, но по-прежнему опасается хондроларингопластики и операции на гениталиях: «Я не боюсь расстаться с пенисом, но это просто чертовски страшно из-за самой операции. Мне нужно удалить зубы мудрости уже лет пять как, а я до сих пор этого не сделала». В мае 2012 года она сказала в интервью журналу Rolling Stone, что она будет жить как женщина и собирается проходить психотерапию в течение года, прежде чем принять окончательное решение об операции по смене пола: «Прямо сейчас я нахожусь в этом неловком переходном периоде. Я выгляжу как парень, чувствую себя как парень, и это отстой. Но в конце концов я изменюсь и предстану как женщина». В 2015 году Грейс высказала своё мнение: «Я думаю, что совершенно нормально [для транс-человека] никогда не подвергаться операции на гениталиях».
Я бы описала это как чувство несоответствия. Когда пол, который вы чувствуете (внутренне), не совпадает с назначенным вам полом при рождении. Когда вы слишком молоды, чтобы знать, что это такое, это превращается в позор.
Певица теперь носит имя Лора Джейн Грейс. «Лора» — это имя, которое выбрала бы ее мать, если бы ребёнок изначально был записан как девочка; «Джейн» было выбрано просто потому, что она думает, что это красиво; «Грейс» — девичья фамилия ее матери. Грейс и ее жена в настоящее время проходят процедуру бракоразводного процесса. Грэйс планирует продолжить выступать в Against Me!, говоря: «Как бы свирепа ни была наша группа в прошлом, представь меня, ростом 6.2 футов, на каблуках, адски кричащей кому-то в лицо».
В ответ на каминг-аут Грейс, ряд известных людей выразили свою поддержку, в том числе музыканты Брайан Фэллон, Брендан Келли, Франц Николай и Майк Шинода; карикатурист Митч Клем; и боец смешанных боевых единоборств Си Эм Панк. Херндон Грэддик, президент Союза геев и лесбиянок против диффамации, выразил надежду, что тот факт, что Грейс является публичным человеком повысит общественную осведомленность и признание транс-людей: «[Лора] проявляет необычайную смелость, делая каминг-аут как трансгендерный человек, при том, что она уже зарекомендовала себя как рок-звезда. Для многих фанатов группы это может быть первый раз, когда они на самом деле думают о транссексуалах и о храбрости, которая иногда требуется, чтобы быть правдивой с самим собой».
В мае 2012 года в Сан-Диего на выступлении своей группы, Грейс впервые выступила под своим новым именем. В январе 2019 года Грейс подтвердила, что в декабре 2018 года ей была сделана операция по феминизации лица.

## Карьера
В средней школе Грейс стала поклонницей панк-рока, увлекшись нигилистическими и анархистскими идеалами жанра. В 13 лет она играла на бас-гитаре в своей первой группе, называвшейся Black Shadows and the Leather Dice. Первые концерты группы проходили в рамках церковных шоу талантов, где её группа исполняла каверы на Nirvana и Pearl Jam.
Арест в 14 лет усилил ее отвращение к власти. Инцидент произошел в 1995 году, когда она шла на пляж посмотреть фейерверки на День Независимости: «Я поднялась на бордвок, а полицейский сказал: „Эй, сойди с дороги, ты мешаешь движению“. Я обернулась и сошла, а он снова подошел ко мне и сказал: „Сойди с дороги“. А я как бы уже сошла с дороги». Грейс утверждает, что ее тогда затолкали в полицейскую машину, швырнули лицом на тротуар, потащили «как чемодан», бросили в камеру, откуда разрешили позвонить матери, обвиняли в сопротивлении полицейским, поместили под домашний арест на лето и требовали 180 часов общественных работ, все из-за того, что «Я была грязным, неопрятным панком с черными лохматыми волосами, который не стирал свои штаны в течение года.» Мать Грейс наняла адвоката, которого она могла себе позволить, который взялся за дело и проиграл, Грейс была обвинена наравне со взрослыми, и осуждена за оба преступления. Позже Грейс сказала, что этот опыт «изменил мою жизнь. Он политизировал меня». «Мне присуще доверие к людям. Я думаю, что правительство основывает свою власть на насилии. Я отказываюсь признавать чью-либо власть над собой».
После этого инцидента Грейс стала идентифицировать себя с британской анархо-панк группой Crass, назвав их «лучшей группой, которая когда-либо сочетала музыку и политику»: «Они действительно поддерживали то, что они делали. Я видела, что написать песню против чего-то было так же важно, как постоять на углу улицы с транспарантом».
Грейс подружился с Джеймсом Боуманом, когда они встретились в первый день первого года обучения в средней школе Нейплса; с тех пор они стали близки. «Мы оба были панк-рокерами с лохматыми волосами и большим количеством ремней, чем необходимо», — вспоминает Боуман. «Мы просто гуляли, курили травку и делали обычные детские вещи». Первая татуировка Грейс — логотип Crass на правой лодыжке — была сделана Боуманом, хотя позже она покрыла ее татуировкой с символом повстанческого альянса, потому что когда Боуман делал татуировку, он был пьян и сделал её небрежно.
В возрасте 16 лет Грейс сделала фэнзин под названием Misanthrope, который в основном занимался политическими проблемами того времени. «Основным достижением» было интервью Бобби Сила.
Грэйс играла на басу в группе под названием Adversaries с Дастином Фридкиным и составом барабанщиков с 1994 по 1996 года. Составы были нестабильны, и у группы были разные названия, включая Snot Rockets, Upper Crust и, в конце концов, Adversaries, они выпустили одно (малоизвестное) демо. Их «коронным достижением как группы» (согласно Грейс) было выступление в «The Hardback» в Гейнсвилле. Распад Adversaries привел к тому, что Грейс ненадолго стала играть в группе под названием Common Affliction в 1996 году. Далее Грейс записала первый альбом Against Me!.

## Политические взгляды
Грейс утверждает, что она анархистка. В возрасте 15 или 16 лет Грейс обнаружила для себя анархо-панк и движения панк-рок активизма, которые она сочла привлекательными для своей феминистской и анти-ненавистнической позиции против расизма и гомофобии. Для неё эти ценности стали основными после того, как она о них узнала. Группа, которую Грейс часто приводит в пример политики и музыки, Crass, английская панк-рок группа, основанная в 1977 году.
В мае 2016 году на концерте Against Me! в Дареме, Грейс подожгла своё свидетельство о рождении в знак протеста против Public Facilities Privacy & Security Act. Грейс произнесла «До свидания гендер» во время этого акта протеста.

## Публикации
- «Laura Jane Grace on How to Be a Parent When You’re Transitioning Genders», (19 Февраля 2015), Noisey. Vice Media.
- «Tattooing Away the Pain by Laura Jane Grace», (6 Марта 2015), Noisey. Vice Media.
- «Laura Jane Grace on the Problem with Pronouns», (30 Марта 2015). Noisey. Vice Media.
- «Laura Jane Grace Talks with Fan About Transphobic Assault in the Punk Community», (12 Июня 2015). Noisey. Vice Media.
- «About That Title: Against Me!'s Laura Jane Grace explains why she decided to title her memoir 'TRANNY.'», (28 Марта 2016). Noisey. Vice Media.

В 2015 году Грейс написала колонку под названием «Обязательное счастье» в журнале Vice Media Noisey.
15 ноября 2016 года были опубликованы мемуары Грейс «Транни», написанные в соавторстве с редактором Noisey Дэном Оззи. Большая часть книги основана на журналах Грейс, которые она хранила с третьего класса. Книга была известна под рабочим названием «Убей меня громко» или «Убивая меня громко», когда Грейс работала с другим издателем.

## Другие работы
Грейс участвовала в документальном фильме из 10 частей под названием «True Trans», где она брала интервью у «людей с разными гендерами», чтобы они могли рассказать свои истории, в дополнение к её истории. В 2015 году Фильм был номинирован на премию «Эмми».
В 2015 году Грейс вместе с Джоан Джетт и Майли Сайрус делала видео для Happy Hippie Foundation, чтобы собрать деньги для бездомных ЛГБТ-подростков.

## Фильмография
- 2014: True Trans with Laura Jane Grace[8]
- 2016: A Fat Wreck
- 2015: Diamond Tongues
- 2017: Sound it Out: The Untitled LGBTQIA Music Documentary
- 2018: Bad Reputation

## Награды
- 2014: The Advocate: 40 за 40
- 2014: Out: Out 100
- 2015: Эмми: News & Documentary Emmy Award, New Approaches: Arts, Lifestyle, Culture (nominee) заTrue Trans
- 2017: Alternative Press Music Awards, Icon Award